# جيم لي
جيم لي (بالإنجليزية: Jim Lee) (و. 1964  م) هو فنان قصص مصورة، وناشر (حرفة)، ومدون، وكاتب، وفنان، ورسام كارتون، وفنان تشكيلي من الولايات المتحدة، وكوريا الجنوبية، ولد في سول.

## التعليم
تعلم في جامعة برنستون.

## جوائز
حصل على جوائز منها:
- جائزة الفتى الأصفر [الإنجليزية]‏ (1994)
- جائزة هارفي.

## وصلات خارجية
- جيم لي على موقع IMDb (الإنجليزية)
- جيم لي على موقع ميوزك برينز (الإنجليزية)
- جيم لي على موقع ديسكوغز (الإنجليزية)
- جيم لي على موقع قاعدة بيانات الفيلم (الإنجليزية)

- جيم لي في قاعدة بيانات الأفلام على الإنترنت